# Issiakou Koudizé
Issiakou Koudizé (auch Issiaka Koudizé; * 3. Januar 1987 in Niamey) ist ein nigrischer ehemaliger Fußballspieler.

## Karriere

### Verein
Koudizé spielte in der Saison 2010/11, von Sahel SC kommend, bei ASFAN Niamey und wechselte anschließend zu AS GNN. 2013 schloss er sich Cotonsport Garoua an, die in Kamerun in der MTN Elite One (Première Division) spielen. Seit 2015 war er wieder in der nigrischen Heimat beim AS GNN Niamey und beim AS NIGELEC aktiv. 2017 beendete er seine Karriere.
Er wurde 2009, 2010, 2011 und 2013 sowie 2014 nationaler Meister mit seinen Vereinen.

### Nationalmannschaft
Für die nigrische Auswahl bestritt er bis 2016 mindestens 27 Länderspiele, bei denen er insgesamt ein Tor erzielte.